# Gryfów Śląski
Gryfów Śląski là một thị trấn thuộc huyện Lwówecki, tỉnh Dolnośląskie ở miền tây nam Ba Lan. Thị trấn có diện tích 7 km². Đến ngày 1 tháng 1 năm 2011, dân số của thị trấn là 6811 người và mật độ 1027 người/km².